# Crassiphyllum fernandesii
Crassiphyllum fernandesii là một loài rêu trong họ Thamnobryaceae. Loài này được (Sérgio) Ochyra mô tả khoa học đầu tiên năm 1991.